# Vilpian
Vilpian (italienisch: Vilpiano) ist ein Dorf in Südtirol (Italien). Dieses liegt auf der orographisch linken, östlichen Seite des Etschtals, auf halber Strecke zwischen Bozen und Meran, am Fuße des Tschögglberges, 264 m über dem Meeresspiegel. Heute ist Vilpian eine Fraktion der Gemeinde Terlan und zählt rund 800 Einwohner.
Das Wahrzeichen des Dorfes sind die beiden nebeneinanderliegenden Pfarrkirchen zum heiligen Joseph dem Arbeiter.

## Geschichte
In früherer Zeit war das gesamte Etschtal versumpft und weitgehend Auland. Der Möltner Bach hatte im Laufe der Zeit einen Schwemmkegel aus Sand und Geröll angeschwemmt, worauf die Vilpianer Siedlung entstand. Der Ortsname hat sich mehrmals verändert. Ersturkundlich wird er 1164 als „Vvlpiam“ und 1288 im Urbar des Tiroler Landesfürsten Meinhard II. als „Vuelpian“ genannt. 1313 schrieb man „Fulpian“, später „Fülpian“, ab 1564 meist „Vilpian“. Etymologisch handelt es sich um einen spätantiken Praediennamen, abgeleitet von *Vulpius und dem Suffix -anu (‚Gut des Vulpius‘).
Mit Terlan, Nals und Andrian rechnete Vilpian ab dem 13. Jahrhundert zum landesfürstlichen Urbaramt und Gerichtsbezirk Neuhaus. Die unmittelbare Nähe der Ortschaft zur Etsch (vor ihrer Regulierung und Begradigung ab 1869) führte zur Errichtung von im 14. Jahrhundert bezeugten Brückenbauten. So ist in einer Kaufurkunde von 1362 ausdrücklich die Rede von „in pertinenciis Welpiani ex opposito pontis qui dicitur Stainpruke et inter pontem qui dicitur Sachpruke auf dem Sant“ (in der Gegend von Vilpian gegenüber der Steinbrücke und diesseits der Sachbrücke auf dem Sand), also den beiden Brücken „Steinbrücke“ und „Sachbrücke“.
In den Nachbardörfern Terlan und Nals blühte seit dem 14. Jahrhundert der Bergbau. Auch in Vilpian, beim Knappenloch am Ganderberg, grub man – wenngleich erfolglos – nach Silber; der Bergbau wurde von der Familie Henckel von Donnersmarck geführt.
1897 errichteten die Gebrüder Schwarz aus Bozen die ehemalige Vilpianer Brauerei, die im frühen 20. Jahrhundert zu einem der wichtigsten Bierproduzenten Südtirols aufrückte.
Mitzi Horak war 1903 als Stationschefin des Bahnhofs Vilpian der Bahnstrecke Bozen–Meran der erste weibliche Bahnhofsvorstand ganz Österreichs.

## Kirchengeschichte
In Vilpian befinden sich heute zwei Josefs-Gotteshäuser. Die ältere, kleinere Kirche wurde 1639 erbaut. Bis 1743 gehörte Vilpian zur Pfarre Tisens. Im gleichen Jahr entstand rund um die Kirche der Friedhof. Seitdem werden in Vilpian Tauf- und Firmungsbücher, Eheregister und Totenbuch geführt. 1865 erhielt die Kirche einem Glockenturm. Seit dem Bau der neuen Kirche diente sie als Leichenkapelle und ist bis heute Ausgangspunkt von Leichenzügen zum Friedhof. Die alte Josefskirche ist im Allgemeinen nicht zugänglich.
Der Grundstein für die neue Josefs-Kirche wurde 1949 gelegt, 1950 stand der Rohbau, und 1955 konnte sie eingeweiht werden. Das große Kruzifix am Hochaltar aus dem 17. Jahrhundert ist eine Leihgabe des Meraner Stadtmuseums. An der Westfassade sind außen zwei betende Engel abgebildet. Die Fresken schuf der österreichische Maler, Graphiker, Zeichner und Wahl-Meraner Franz Lenhart.

Kirchen in Vilpian
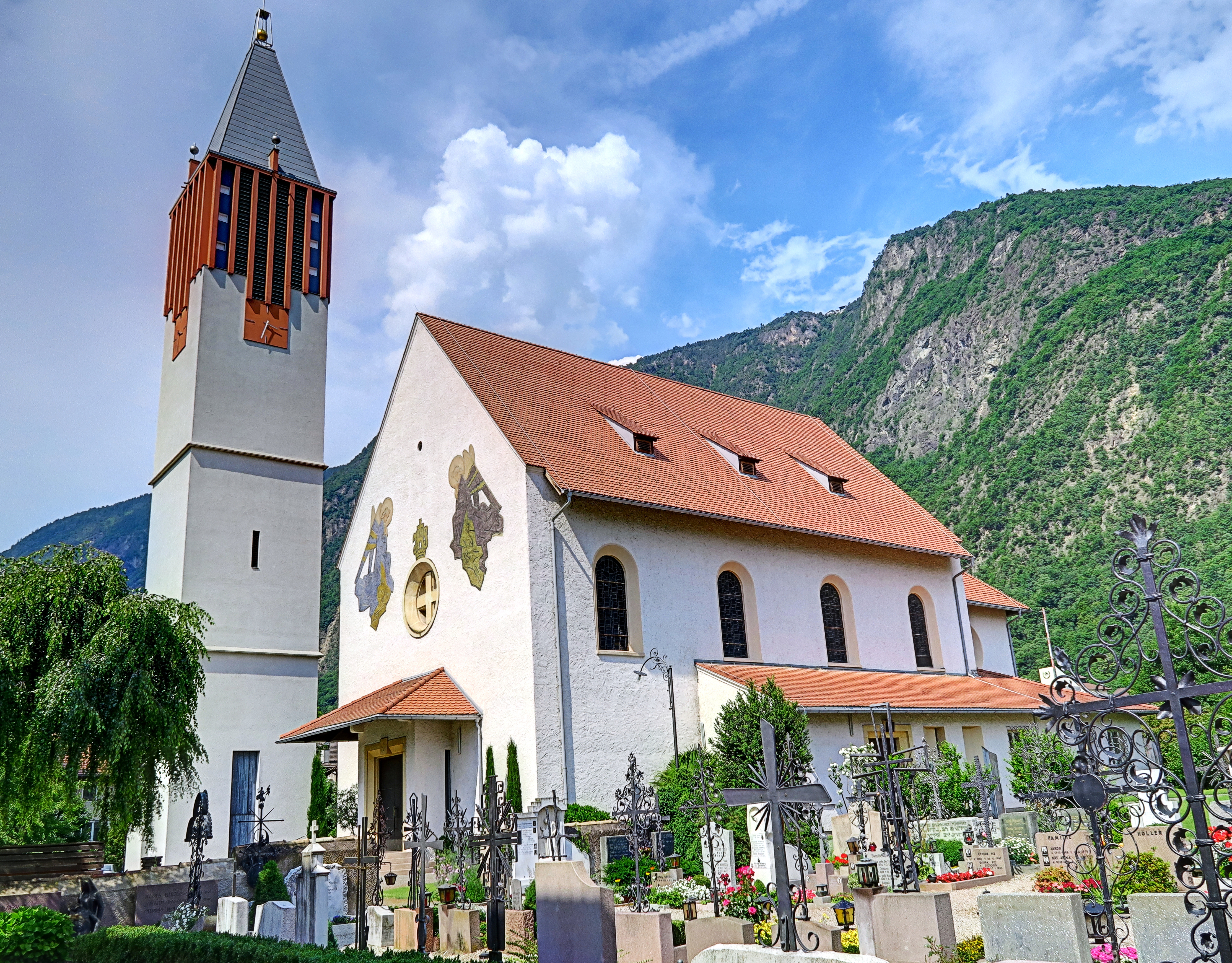
„Neue“ Kirche zum Heiligen Josef ⊙
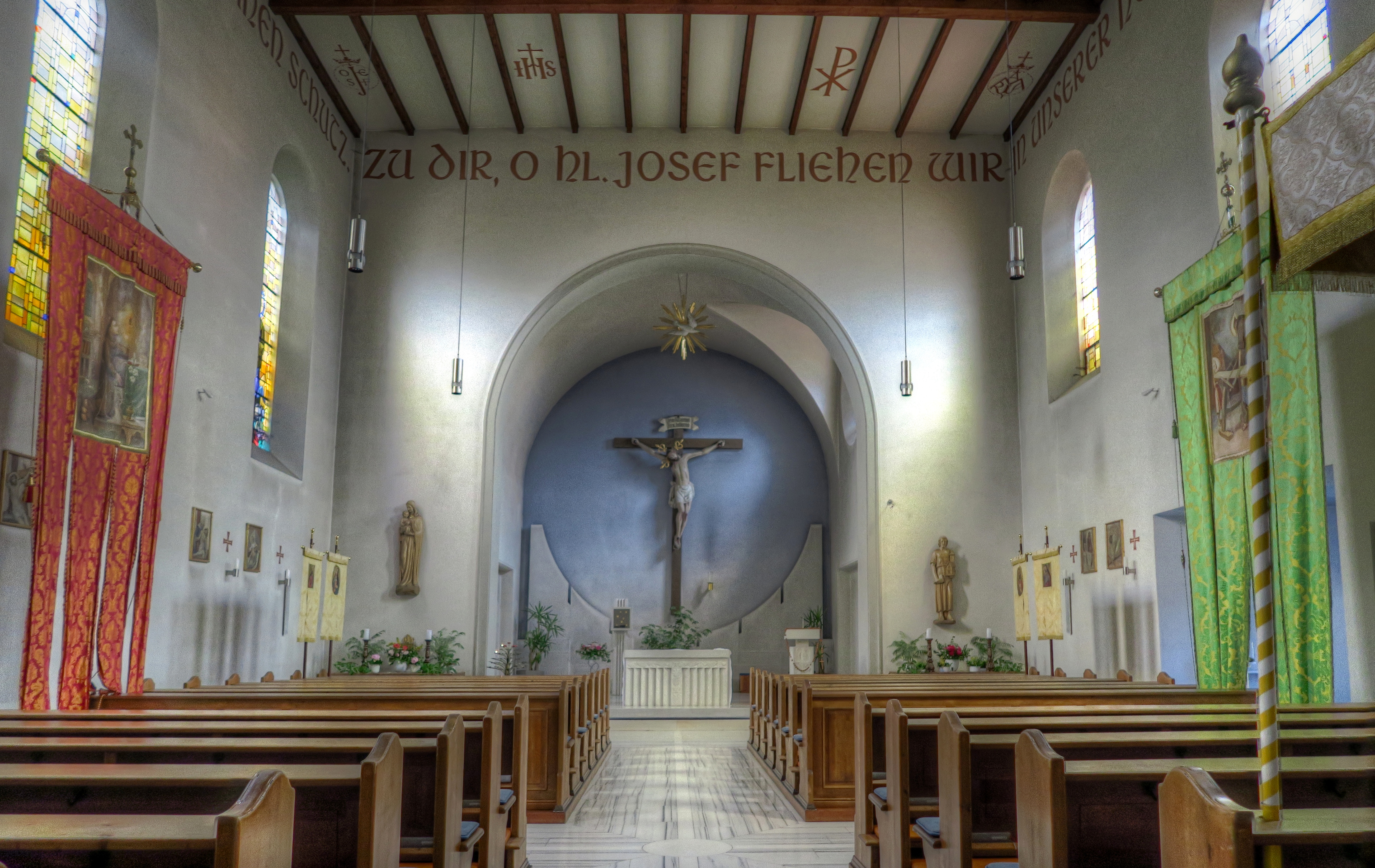
Kircheninnenraum der neuen Josefskirche
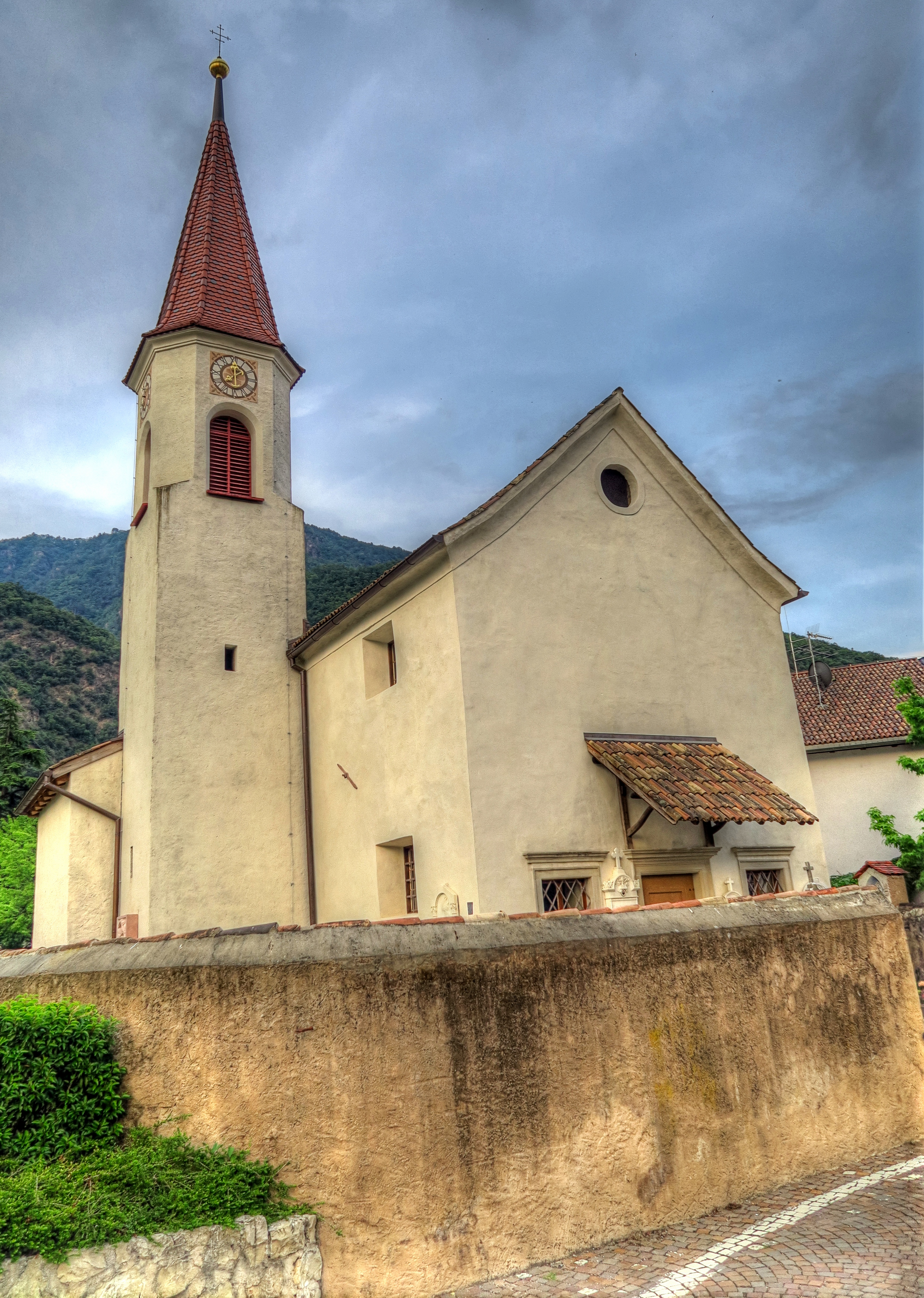
„Alte“ Kirche zum Heiligen Josef ⊙

## Bildung

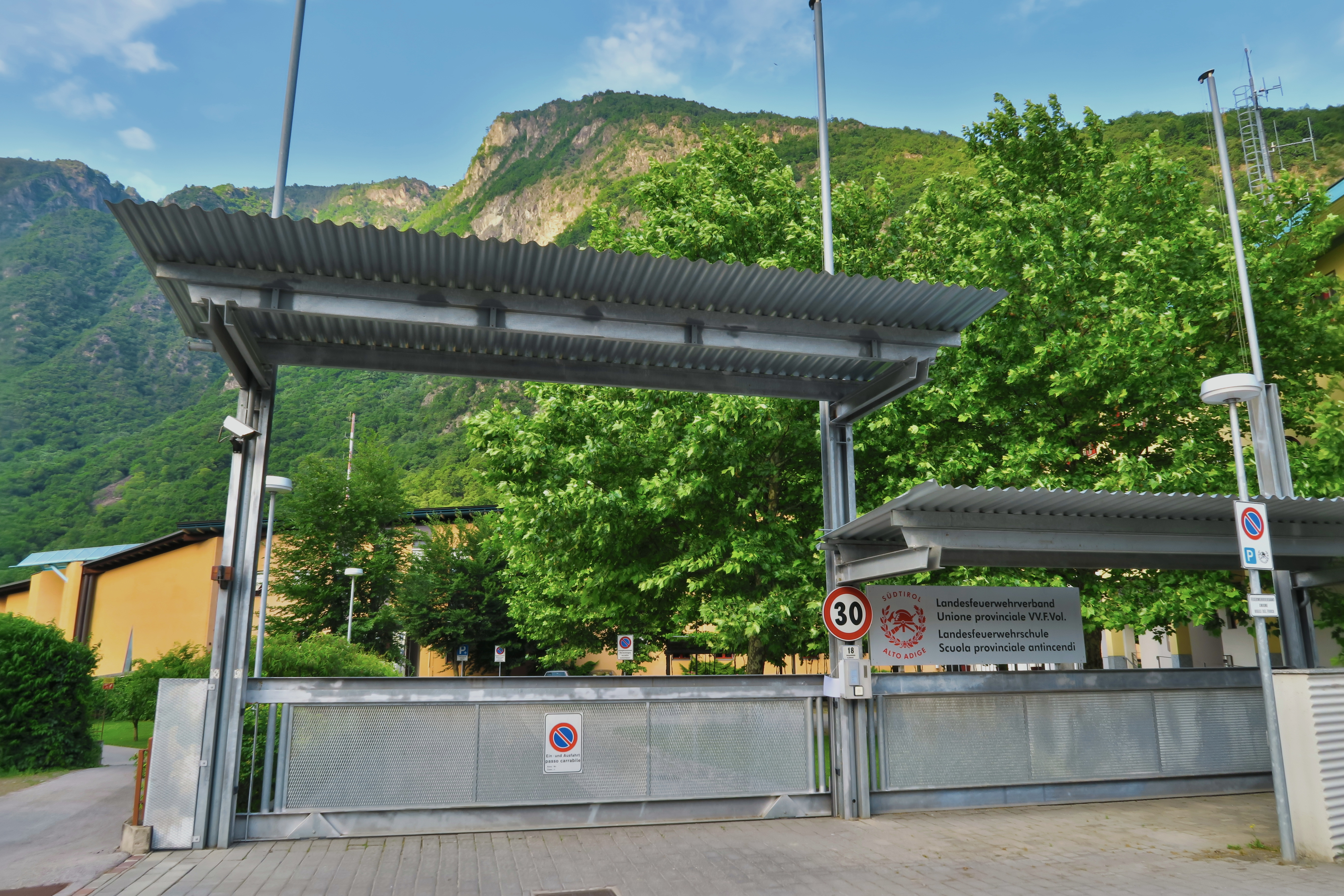
Landesfeuerwehrfachschule

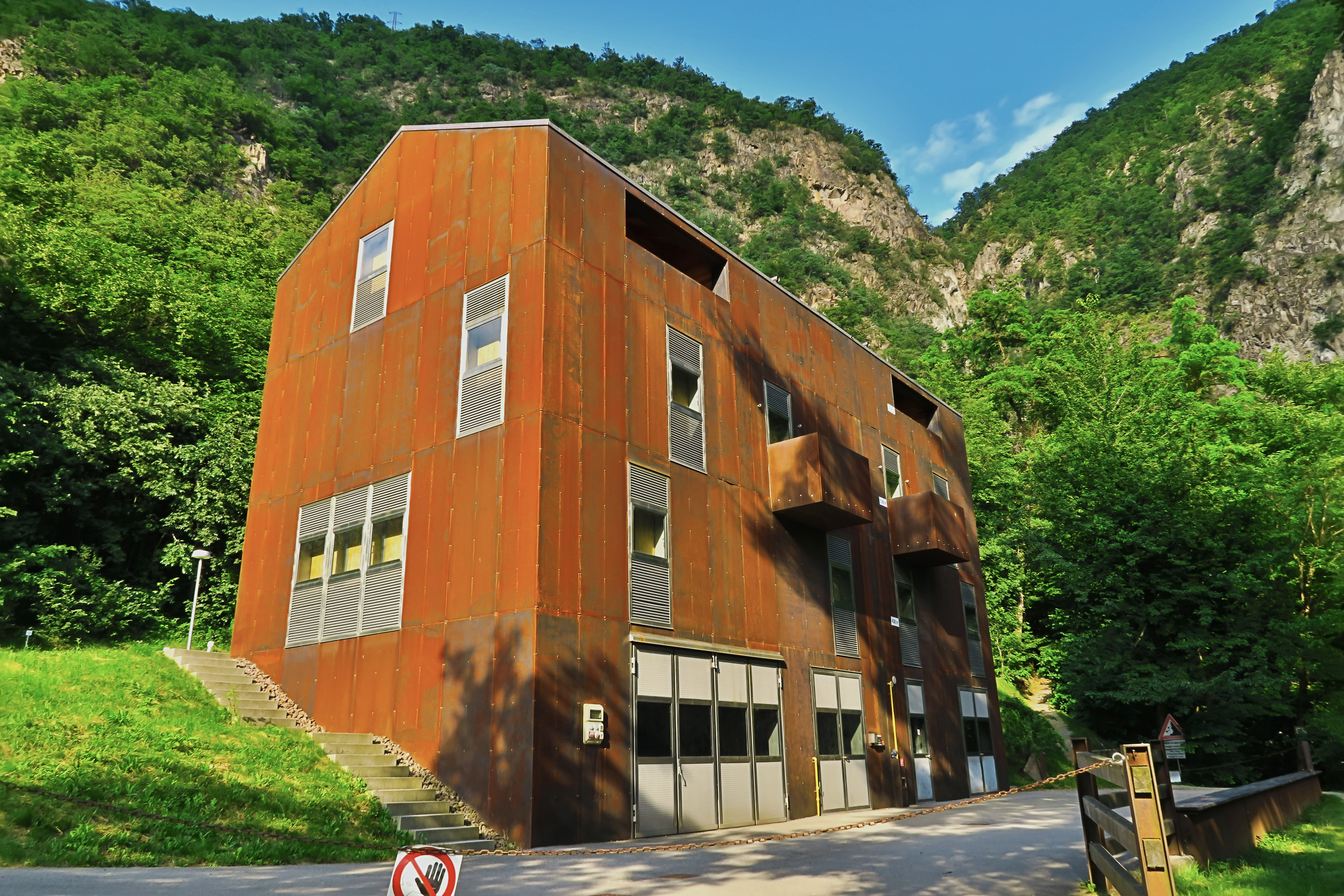
Brandübungshaus

In Vilpian gibt es eine Grundschule für die deutsche Sprachgruppe.
Die Südtiroler Landesfeuerwehrfachschule hat in Vilpian ihren Sitz. Das Übungs- und Trainingsgelände des Landesverbandes der Freiwilligen Feuerwehren Südtirols erstreckt sich am östlichen Ortsrand am beginnenden Berghang ab der Höhe der Ortsmitte in Richtung Norden in Richtung Campingplatz. Dort erfolgt die schulische und praktische Ausbildung der Feuerwehrleute im freiwilligen oder betrieblichen Einsatz in verschiedenen Feuerwehr- und Brandschutzkursen. Auf dem etwa 400 mal 200 Meter großen Gelände befinden sich neben verschiedenen Schulungsgebäuden auch ein Hubschrauberlandeplatz sowie verschiedene Löschobjekte wie beispielsweise ein Kraftstofftransporter oder ein Brandübungsgebäude mit Metallwänden sowie ein kurzer Sessellift.

## Verkehr

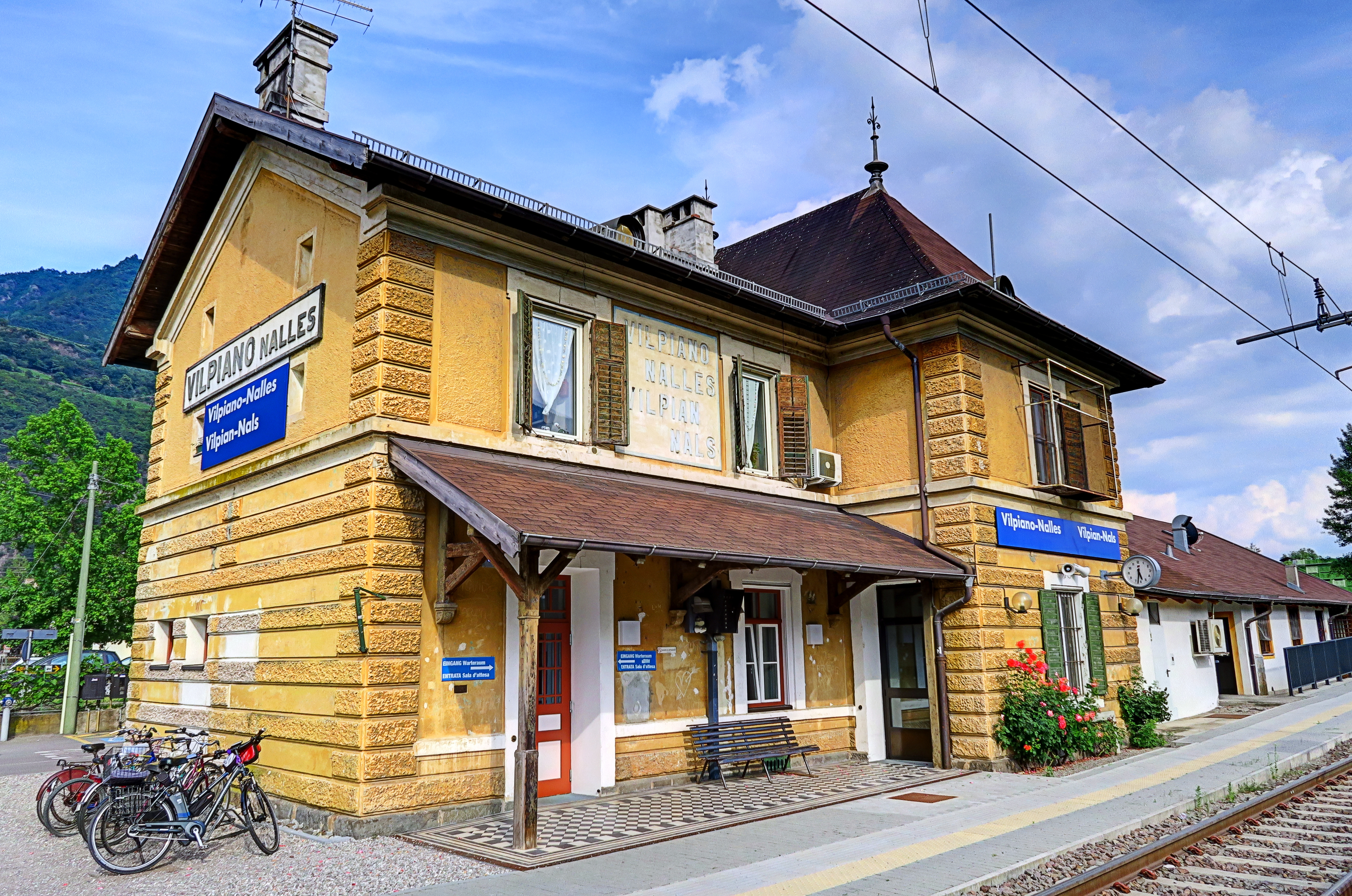
Bahnstation Vilpian-Nals

### Auto
Die Hauptstraße, die durch das Dorfzentrum führt, wurde durch den Bau der Schnellstraße Meran–Bozen („MeBo“) auf der gegenüberliegenden Seite der Etsch wesentlich entlastet.

### Eisenbahn
Zwischen Bozen und Meran verkehren auf der eingleisigen Bahnstrecke Bozen–Meran die Züge der Trenitalia und der SAD. Etwa 400 Meter südwestlich vom Dorfzentrum befindet sich die Haltestation Vilpian-Nals.

### Bus
Vom Bahnhof aus verkehren Linienbusse sowohl zum Bahnhof Terlan als auch nach Lana zum Busbahnhof. Vilpian ist außerdem über eine Buslinie der Autobus Service AG (SASA) mit Bozen und Meran verbunden. Beide Städte sind mit dem Bus innerhalb einer Fahrzeit von etwa 15 Minuten zu erreichen.

### Fahrrad
Die entlang der Etsch verlaufende Radroute 2 „Vinschgau–Bozen“ verknüpft die Gemeinde mit dem regionalen Radwegnetz.

### Seilbahn
Die Seilbahn Mölten verbindet Vilpian mit der Gemeinde Mölten am Tschögglberg.

## Sehenswürdigkeiten in und um Vilpan

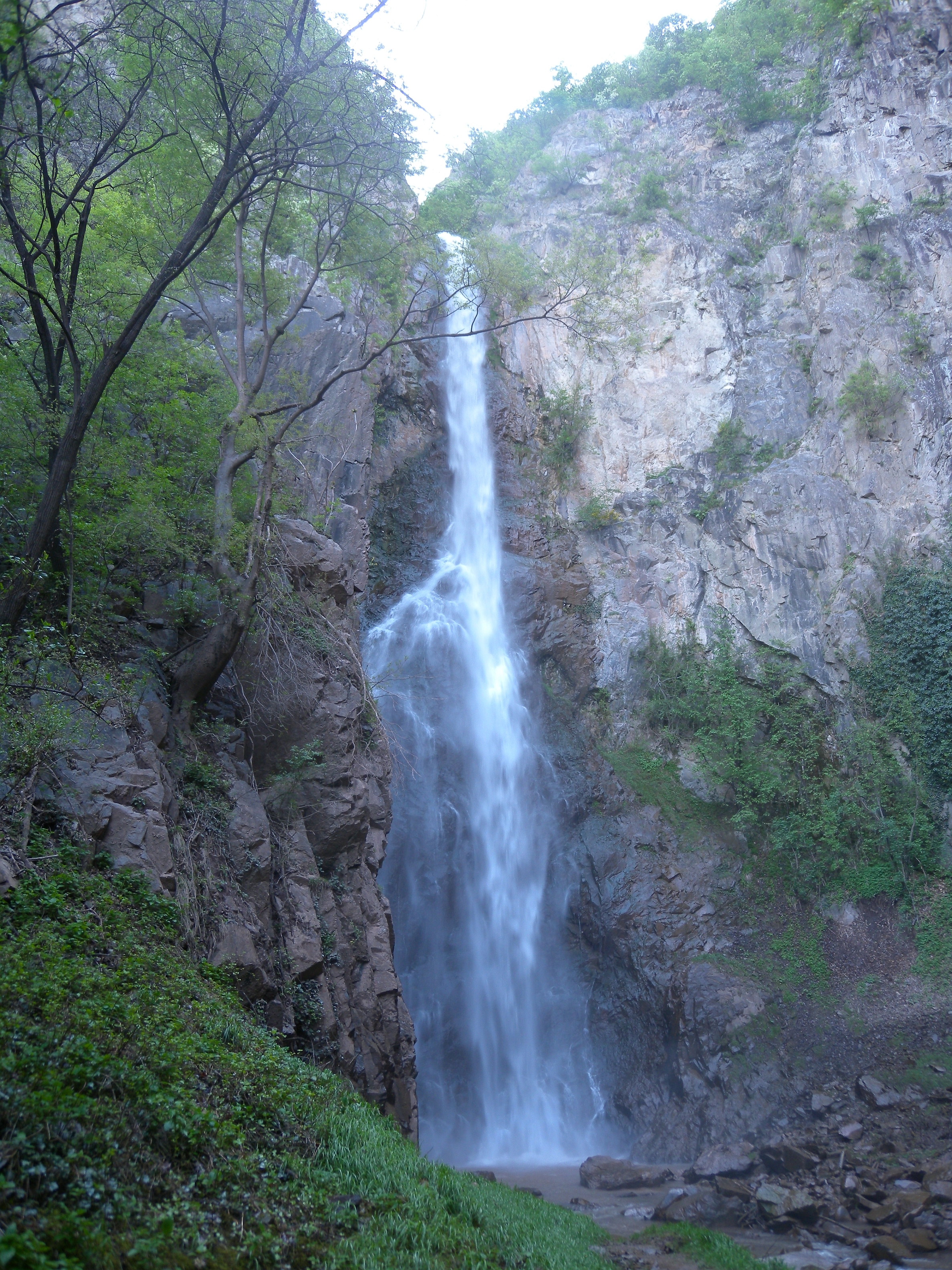
Wasserfall bei Vilpian
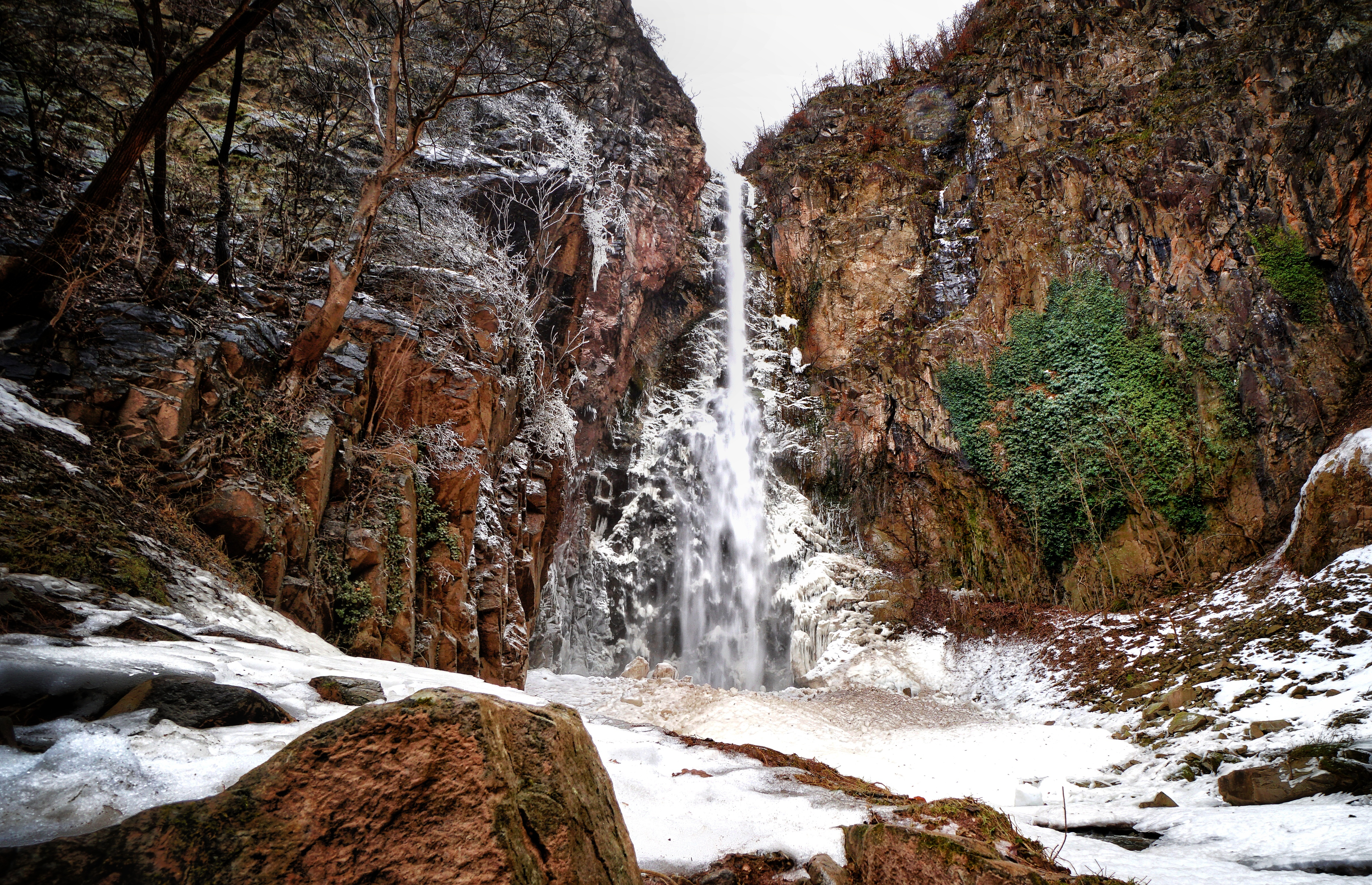
Wasserfall im Winter